# Birmingham St Georges FC
Birmingham St Georges FC var en fotbollsklubb från Birmingham, England. Klubben bildades under namnet Mitchell St Georges FC år 1881 genom en sammanslagning av de två klubbarna Mitchells och St. George's. 
Klubbens största framgång kom under säsongen 1888/1889 då man kom till kvartsfinal i FA-cupen, man slogs dock ut av Preston North End efter en 0–2-förlust.
Klubben upplöstes 1892 på grund av ekonomiska problem.

## Resultat i FA Cupen
- 1884/85: Utslagna i 3:e rundan mot Walsall Swifts.
- 1885/86: Utslagna i 1:a rundan mot Derby County.
- 1886/87: Utslagna i 4:e rundan mot West Bromwich Albion.
- 1887/88: Utslagna i 2:a rundan mot West Bromwich Albion.
- 1888/89: Utslagna i kvartsfinalen mot Preston North End.
- 1889/90: Utslagna i 1:a rundan mot Notts County.
- 1890/91: Utslagna i 2:a rundan mot West Bromwich Albion.
- 1891/92: Utslagna i 1:a rundan mot Sunderland.